# ستيفاني مكافري
ستيفاني مكافري (بالإنجليزية: Stephanie McCaffrey)‏ (18 فبراير 1993 في المملكة المتحدة - ) هي لاعبة كرة قدم أمريكية في مركز الهجوم. شاركت مع منتخب الولايات المتحدة تحت 23 سنة للسيدات لكرة القدم ‏ ومنتخب الولايات المتحدة لكرة القدم للسيدات. أما مع النوادي، فقد لعبت مع بوسطن بريكرز.

## وصلات خارجية
- ستيفاني مكافري على موقع قاعدة بيانات كرة القدم.إي يو (الإنجليزية)
- ستيفاني مكافري على موقع Soccerway.com (الإنجليزية)